# 松原美紀
松原美紀（日语：／ Matsubara Miki，1959年11月28日—2004年10月7日）是一位日本女歌手、作詞家和作曲家。出生於大阪府堺市西區，血型為O型。 曾以「蘇西・松原」的名義參與了電視動畫《Gu-Gu甘莫》的開頭和結尾主題曲。
1979年11月5日，松原美紀以發行的出道曲《午夜之門~Stay With Me》正式出道，該單曲曾在Oricon公信榜排行榜上排名第28位。自2020年左右開始，此曲在網絡平台的傳播令其在日本以及海外的人氣大為提升。

## 經歷

### 學生時代
松原在1959年11月28日出生於日本大阪府岸和田市，成長於堺市平岡町。她的母親是一位曾與「瘋狂貓頭鷹」合作的爵士樂歌手，因此松原從3歲開始學習鋼琴，開始接觸爵士樂。
1972年，松原從堺市立平岡小學畢業後，進入池學院中學就讀。在這個時期，她對搖滾樂產生了興趣，開始在搖滾樂隊「愚麗」中演奏。1975年，松原進入池學院高中，擔任「吉野家樂隊」的鍵盤手，並在京都市展演空間磔磔音樂館活動。
1977年，當時高三學生的松原為了出道而獨自前往東京，轉學到文化女子大學附屬杉並高等學校。她在美軍營地等各地演奏，還在六本木的爵士音樂場「Birdland」加入演奏，並得到了世良譲的高度評價。由於打工疲勞，她的視力急劇下降，但通過了口頭考試順利畢業。後來松原進行了手術，恢復了視力。

### 出道
1979年11月5日，松原以首張單曲《午夜之門~Stay With Me》正式出道，並獲得了多個新人獎項。此後，她共發行了17張單曲，包括收錄曲和15張專輯，並在日本各地演出和演唱。此外她也以動漫歌手和詞曲作者的身份而聞名，曾為《搞怪拍檔：伊甸園計劃》等動畫演唱片頭曲和片尾曲，此外松原的歌曲《THE WINNER》被用作高達OVA系列《機動戰士GUNDAM 0083：Stardust Memory》的開場主題曲。

### 作曲家活動
1990年代開始，松原停止了歌手的活動，並與曾在她的樂隊擔任鼓手的本城真樹結婚。此時期她主要以作曲家身份活躍，創作商業廣告和動畫等音樂，其中1997年為NHK「大家的歌」為國府田麻理子創作的「雨後特別雨」曲目成為話題，並在2004年之前多次重播。
2000年，松原向身邊的人士，包括的公司和Dr.Woo的成員發出一封郵件，表示她無法繼續音樂事業，當郵件發出後，她停止所有音樂活動，完全從聚光燈下消失。
2001年，據透露，松原此舉是出於她當時接受了末期癌症診斷，隨後她開始接受治療。直至2004年10月7日，她因子宮頸癌去世，終年44歲。兩個月後，她的死訊向公眾宣布。

### 復興
松原死後，隨着城市流行音樂於2010年代開始流行，使她的歌曲在海外受到歡迎。
2020年10月末，印尼YouTuberRainych發表了一首《午夜之門~Stay With Me》的翻唱版本，隨後這首歌在Spotify全球排行榜上連續18天蟬聯第一。
2021年3月10日由波麗佳音重新發行該曲的唱片。
同年3月21日，Rainych的翻唱版本被收錄在一張合輯CD中發行，當中收錄了多位藝人的翻唱版本。
同年3月31日，松原的首張專輯《POCKET PARK》以黑膠唱片的形式由波麗佳音重新發行。
2022年11月5日，1979年製作的《午夜之門~Stay With Me》的音樂錄影帶經過導演佐藤輝的重新編輯，以《Miki Matsubara -Mayonaka no Door -stay with me (Music Video) Director's Cut 2022 by TELL SATO》的名義在松原官方的YouTube頻道上公開。2024年，《午夜之門~Stay With Me》推出由原版編曲者林哲司，與大谷靖夫重新編曲的數位單曲版本。
2024年12月5日，松原生前所錄製的未發表DEMO帶曲目《空中餐廳》（スカイレストラン，荒井由實作詞，原為Hi-Fi Set於1975年發行的曲目），同樣在經過林哲司 (亦為Hi-Fi Set原曲版的作曲及編曲者）與大谷靖夫重新編曲後，正式發行數位版單曲，也成為松原去世之後首度發行的新曲。

## 華語樂壇翻唱作品
- ニートな午後3時（1981年專輯「―Cupid―」收錄曲）

比莉「那就是你」（1982年同名專輯主打曲目）

## 外部連結
- 松原美紀的Discogs页面（英文）
- 松原美紀 （页面存档备份，存于） at VGMdb
- 松原美紀 （页面存档备份，存于） at Last.fm